# Strutture veterinarie
Le  strutture veterinarie sono i luoghi dove il medico veterinario, generico o specialista, svolge la propria attività professionale in forma privata e personale.

## Classificazione delle strutture veterinarie
Le regioni italiane regolamentano la classificazione delle strutture veterinarie pubbliche e
private in relazione alle seguenti tipologie:
1. Studio veterinario esercitato in forma sia singola che associata
2. Ambulatorio veterinario esercitato in forma sia singola che associata
3. Clinica veterinaria – Casa di cura veterinaria
4. Ospedale veterinario
5. Laboratorio veterinario di analisi

Per Studio veterinario si intende una struttura dove il medico veterinario esplica la sua attività professionale in forma privata e personale. Nel caso di accesso degli animali tali strutture sono sottoposte ad autorizzazione sanitaria da parte dell'Azienda sanitaria locale.
L'Ambulatorio veterinario è una struttura in cui lavorano uno o più medici veterinari, generici o specialisti, ma senza ricovero di animali oltre a quello giornaliero.
Nella Clinica veterinaria - casa di cura veterinaria vengono fornite prestazioni professionali da più medici veterinari generici o specialisti e nella quale è prevista la degenza di animali oltre a quella giornaliera, è facoltà della struttura offrire servizio di pronto soccorso sull'arco delle 24 ore, è obbligatoria la costante presenza di almeno un medico veterinario nel caso in cui sia ricoverato anche un solo animale.
Nell'Ospedale Veterinario è prevista la degenza di animali oltre a quella giornaliera, l'obbligo di servizio di pronto soccorso sull'arco delle 24 ore con presenza continuativa nella struttura di almeno un medico veterinario e i servizi di diagnostica di laboratorio.
Il Laboratorio veterinario di analisi è una struttura veterinaria dove si eseguono su richiesta veterinaria indagini diagnostiche strumentali di carattere fisico, chimico, immunologico, virologico, microbiologico, citologico ed istologico su liquidi e/o materiali biologici animali con rilascio di relativi referti.
Nel laboratorio di analisi non è consentito alcun tipo di attività clinica o chirurgica su animali.
Tutte queste strutture sono regolamentate da precisi standard di qualità e strutturali, definiti dall'Accordo stipulato nella conferenza Stato - Regioni presso la Presidenza del Consiglio dei ministri (Repertorio Atti n. 1868 del 26.11.2003).